# Iman Benson
Iman Benson (Atlanta, 25 giugno 2000) è un'attrice statunitense conosciuta per i ruoli in The Midnight Club e Alexa & Katie. 

## Filmografia

### Cinema
- La guerra dei mondi (War of the worlds), regia di Rich Lee (2025)

### Televisione
- Alexa & Katie – 22 episodi (2018-2020)
- BlackAF – 8 episodi (2020)
- The Midnight Club – 10 episodi (2022)